# رونتا اسمیت
رونتا اسمیت (انگلیسی: Ronetta Smith؛ زادهٔ ۲ مهٔ ۱۹۸۰) دونده اهل جامائیکا است.